# Nhà thờ Thánh Tâm Chúa Giê-su ở Košice
Nhà thờ Thánh Tâm Chúa Giê-su ở Košice (tiếng Slovakia: Kostol Božského Srdca Ježišovho v Košice), trước đây là Nhà nguyện Thánh Tâm Chúa Giê-su, là một nhà thờ của dòng Tên, tọa lạc trong khu Phố cổ, thành phố Košice, vùng Košice, Slovakia.

## Lịch sử
Ban đầu, địa điểm này được xây dựng với chức năng là một nhà nguyện. Việc xây dựng nhà nguyện Thánh Tâm Chúa Giê-su kéo dài trong hai năm 1936 và 1937. Vào năm 2009, nhà nguyện mới được thánh hiến thành nhà thờ.

## Miêu tả
Bên trong nhà thờ có một số tác phẩm điêu khắc bằng đồng, khắc hoạ các bộ phận của cây. Ngoài ra, còn có một giá đỡ bằng hổ phách hình thân cây được trang trí phong phú. Bức phù điêu bằng đồng trên bàn thờ được tạo hình thân cây, trên đó là cành và lá. Bàn thờ màu xám trắng, được làm bằng đá.
Các tác giả của tòa nhà phụng vụ này là nhà điêu khắc Otmar Oliva và thợ đá bậc thầy Peter Novák. Hai tác giả cũng đưa vào bức phù điêu bằng đồng trên bàn thờ sự thật địa lý về sự đan xen của những người theo đạo Cơ đốc theo nghi lễ Latinh và Byzantine ở Košice.